# Лебедева, Анна Петровна
Анна Петровна Лебедева (род. 26 декабря 1981 года, Алексеевка) — казахстанская биатлонистка.

## Карьера
А. П. Лебедева родилась в городе Алексеевка). Она и её сестра Марина начали тренироваться у отца — Петра Лебедева.
Лебедева впервые стартовала в гонке Кубка Европы в итальянском городке Риданна в 2003 году. В середине сезона, после нескольких гонок на Кубке Европы в Поклюке), она дебютировала на Кубке мира по биатлону. В спринтерской гонке она пришла 58-й. Самым ярким событием сезона стал чемпионат мира по биатлону 2004 года в Оберхофе). Здесь она, помимо прочего, заняла 64-е место в личном зачете. На следующем чемпионате мира в Хохфильцене Лебедева заняла 39-е место в личном зачете. Ее лучший сезон на Кубке мира пришелся на сезон 2005/2006): она четыре раза завоёвывала кубковые очки. Лучшим результатом стало 21-е место в гонке преследования в Осрблье. По итогам сезона она заняла 58-е место в общем зачете. Ярким событием сезона стали зимние Олимпийские игры в Турине. Анна стартовала в трёх гонках. Она заняла 49-е место в индивидуальной гонке, 52-е место в спринте и гонке преследования (LAP). Она также приняла участие в Олимпиаде-2010: заняла 52-е место в спринте, поднялась до 44-го места в гонке преследования и показала свой лучший результат в индивидуальных соревнованиях, заняв 38-е место в индивидуальной гонке на 15 км. В составе казахстанской команды, совместно с Еленой Хрусталёвой, Любовью Филимоновой и своей сестрой Мариной Лебедевой она финишировала на 14-м месте.
Анна неоднократный победитель и призёр чемпионатов Республики Казахстан.
Завершила карьеру в сезоне 2010/2011.

## Личная жизнь
Замужем за казахстанским биатлонистом Александром Червяковым. Пара воспитывает пятерых детей (Андрей 2006 г.р., Алексей 2011 г.р., Степан 2014 г.р., Арина 2017 г.р., Александра 2019 г.р.). Алексей и Степан пошли по стопам родителей и также занимаются лыжным спортом.
В данный момент совместно с мужем работает детским тренером по лыжным гонкам в ДЮСШ в своём родном городе.